# Damernas lättvikts-dubbelsculler i rodd vid olympiska sommarspelen 2016
Damernas lättvikts-dubbelsculler i rodd vid olympiska sommarspelen 2016 avgjordes mellan den 8 och 12 augusti 2016 i Rio de Janeiro.

## Resultat

### Försöksheat
De två första i varje försöksheat gick vidare till semifinal medan övriga gick till återkvalet.

#### Försöksheat 1
| Placering | Roddare                             | Land           | Tid     | Noteringar |
| --------- | ----------------------------------- | -------------- | ------- | ---------- |
| 1         | Huang Wenyi Pan Feihong             | Kina           | 7.00,13 | SA/B       |
| 2         | Anne Lolk Thomsen Juliane Rasmussen | Danmark        | 7.01,84 | SA/B       |
| 3         | Devery Karz Kathleen Bertko         | USA            | 7.07,37 | R          |
| 4         | Laura Milani Valentina Rodini       | Italien        | 7.09,12 | R          |
| 5         | Charlotte Taylor Katherine Copeland | Storbritannien | 7.10,25 | R          |

#### Försöksheat 2
| Placering | Roddare                             | Land          | Tid     | Noteringar |
| --------- | ----------------------------------- | ------------- | ------- | ---------- |
| 1         | Ilse Paulis Maaike Head             | Nederländerna | 6.57,28 | SA/B       |
| 2         | Sophie MacKenzie Julia Edward       | Nya Zeeland   | 7.02,01 | SA/B       |
| 3         | Ionela-Livia Lehaci Gianina Beleagă | Rumänien      | 7.07,29 | R          |
| 4         | Ayami Oishi Chiaki Tomita           | Japan         | 7.15,75 | R          |
| 5         | Tạ Thanh Huyền Hồ Thị Lý            | Vietnam       | 7.29,91 | R          |

#### Försöksheat 3
| Placering | Roddare                             | Land      | Tid     | Noteringar |
| --------- | ----------------------------------- | --------- | ------- | ---------- |
| 1         | Kirsten McCann Ursula Grobler       | Sydafrika | 7.07,37 | SA/B       |
| 2         | Claire Lambe Sinéad Lynch           | Irland    | 7.10,91 | SA/B       |
| 3         | Vanessa Cozzi Fernanda Ferreira     | Brasilien | 7.20,79 | R          |
| 4         | Yislena Hernández Licet Hernández   | Kuba      | 7.26,43 | R          |
| 5         | Khadija Krimi Nour El-Houda Ettaieb | Tunisien  | 7.43,33 | R          |

#### Försöksheat 4
| Placering | Roddare                             | Land     | Tid     | Noteringar |
| --------- | ----------------------------------- | -------- | ------- | ---------- |
| 1         | Lindsay Jennerich Patricia Obee     | Kanada   | 7.03,51 | SA/B       |
| 2         | Weronika Deresz Martyna Mikołajczak | Polen    | 7.05,02 | SA/B       |
| 3         | Fini Sturm Marie-Louise Dräger      | Tyskland | 7.11,08 | R          |
| 4         | Josefa Vila Melita Abraham          | Chile    | 7.20,63 | R          |
| 5         | Lee Yuen Yin Lee Ka Man             | Hongkong | 7.29,87 | R          |

### Återkval
De två första i varje återkval gick vidare till semifinalerna A/B, övriga gick till semifinalerna C/D.

#### Återkval 1
| Placering | Roddare                             | Land           | Tid     | Noteringar |
| --------- | ----------------------------------- | -------------- | ------- | ---------- |
| 1         | Devery Karz Kathleen Bertko         | USA            | 7.58,90 | SA/B       |
| 2         | Ayami Oishi Chiaki Tomita           | Japan          | 8.00,50 | SA/B       |
| 3         | Charlotte Taylor Katherine Copeland | Storbritannien | 8.05,70 | SC/D       |
| 4         | Josefa Vila Melita Abraham          | Chile          | 8.11,97 | SC/D       |
| 5         | Vanessa Cozzi Fernanda Ferreira     | Brasilien      | 8.15,53 | SC/D       |
| 6         | Lee Yuen Yin Lee Ka Man             | Hongkong       | 8.20,96 | SC/D       |

#### Återkval 2
| Placering | Roddare                             | Land     | Tid     | Noteringar |
| --------- | ----------------------------------- | -------- | ------- | ---------- |
| 1         | Ionela-Livia Lehaci Gianina Beleagă | Rumänien | 8.00,47 | SA/B       |
| 2         | Fini Sturm Marie-Louise Dräger      | Tyskland | 8.02,28 | SA/B       |
| 3         | Laura Milani Valentina Rodini       | Italien  | 8.03,03 | SC/D       |
| 4         | Tạ Thanh Huyền Hồ Thị Lý            | Vietnam  | 8.19,79 | SC/D       |
| 5         | Yislena Hernández Licet Hernández   | Kuba     | 8.22,05 | SC/D       |
| 6         | Khadija Krimi Nour El-Houda Ettaieb | Tunisien | 8.33,49 | SC/D       |

### Semifinaler C/D
De tre första i varje semifinal gick vidare till C-finalen.

#### Semifinal C/D 1
| Placering | Roddare                             | Land           | Tid     | Noteringar |
| --------- | ----------------------------------- | -------------- | ------- | ---------- |
| 1         | Charlotte Taylor Katherine Copeland | Storbritannien | 7.59,11 | FC         |
| 2         | Lee Yuen Yin Lee Ka Man             | Hongkong       | 8.14,17 | FC         |
| 3         | Tạ Thanh Huyền Hồ Thị Lý            | Vietnam        | 8.18,47 | FC         |
| 4         | Yislena Hernández Licet Hernández   | Kuba           | 8.27,44 | FD         |

#### Semifinal C/D 2
| Placering | Roddare                             | Land      | Tid     | Noteringar |
| --------- | ----------------------------------- | --------- | ------- | ---------- |
| 1         | Laura Milani Valentina Rodini       | Italien   | 8.11,21 | FC         |
| 2         | Vanessa Cozzi Fernanda Ferreira     | Brasilien | 8.14,06 | FC         |
| 3         | Josefa Vila Melita Abraham          | Chile     | 8.20,26 | FC         |
| 4         | Khadija Krimi Nour El-Houda Ettaieb | Tunisien  | 8.29,45 | FD         |

### Semifinaler A/B
De tre första i varje semifinal gick vidare till A-finalen.

#### Semifinal A/B 1
| Placering | Roddare                             | Land        | Tid     | Noteringar |
| --------- | ----------------------------------- | ----------- | ------- | ---------- |
| 1         | Kirsten McCann Ursula Grobler       | Sydafrika   | 7.19,09 | FA         |
| 2         | Sophie MacKenzie Julia Edward       | Nya Zeeland | 7.19,27 | FA         |
| 3         | Huang Wenyi Pan Feihong             | Kina        | 7.20,94 | FA         |
| 4         | Ionela-Livia Lehaci Gianina Beleagă | Rumänien    | 7.21,38 | FB         |
| 5         | Weronika Deresz Martyna Mikołajczak | Polen       | 7.22,06 | FB         |
| 6         | Ayami Oishi Chiaki Tomita           | Japan       | 7.46,41 | FB         |

#### Semifinal A/B 2
| Placering | Roddare                             | Land          | Tid     | Noteringar |
| --------- | ----------------------------------- | ------------- | ------- | ---------- |
| 1         | Ilse Paulis Maaike Head             | Nederländerna | 7.13,93 | FA         |
| 2         | Lindsay Jennerich Patricia Obee     | Kanada        | 7.16,35 | FA         |
| 3         | Claire Lambe Sinéad Lynch           | Irland        | 7.18,24 | FA         |
| 4         | Anne Lolk Thomsen Juliane Rasmussen | Danmark       | 7.20,29 | FB         |
| 5         | Devery Karz Kathleen Bertko         | USA           | 7.22,78 | FB         |
| 6         | Fini Sturm Marie-Louise Dräger      | Tyskland      | 7.33,21 | FB         |

### Finaler

#### Final D
| Placering | Roddare                             | Land     | Tid     | Noteringar |
| --------- | ----------------------------------- | -------- | ------- | ---------- |
| 1         | Yislena Hernández Licet Hernández   | Kuba     | 7.50,21 |            |
| 2         | Khadija Krimi Nour El-Houda Ettaieb | Tunisien | 7.56,26 |            |

#### Final C
| Placering | Roddare                             | Land           | Tid     | Noteringar |
| --------- | ----------------------------------- | -------------- | ------- | ---------- |
| 1         | Laura Milani Valentina Rodini       | Italien        | 7.36,64 |            |
| 2         | Charlotte Taylor Katherine Copeland | Storbritannien | 7.37,89 |            |
| 3         | Vanessa Cozzi Fernanda Ferreira     | Brasilien      | 7.44,78 |            |
| 4         | Lee Yuen Yin Lee Ka Man             | Hongkong       | 7.46,85 |            |
| 5         | Josefa Vila Melita Abraham          | Chile          | 7.46,99 |            |
| 6         | Tạ Thanh Huyền Hồ Thị Lý            | Vietnam        | DNS     |            |

#### Final B
| Placering | Roddare                             | Land     | Tid     | Noteringar |
| --------- | ----------------------------------- | -------- | ------- | ---------- |
| 1         | Weronika Deresz Martyna Mikołajczak | Polen    | 7.24,34 |            |
| 2         | Ionela-Livia Lehaci Gianina Beleagă | Rumänien | 7.24,61 |            |
| 3         | Anne Lolk Thomsen Juliane Rasmussen | Danmark  | 7.27,36 |            |
| 4         | Devery Karz Kathleen Bertko         | USA      | 7.29,96 |            |
| 5         | Fini Sturm Marie-Louise Dräger      | Tyskland | 7.32,73 |            |
| 6         | Ayami Oishi Chiaki Tomita           | Japan    | 7.42,87 |            |

#### Final A
| Placering | Roddare                         | Land          | Tid     | Noteringar |
| --------- | ------------------------------- | ------------- | ------- | ---------- |
| 1         | Ilse Paulis Maaike Head         | Nederländerna | 7.04,73 |            |
| 2         | Lindsay Jennerich Patricia Obee | Kanada        | 7.05,88 |            |
| 3         | Huang Wenyi Pan Feihong         | Kina          | 7.06,49 |            |
| 4         | Sophie MacKenzie Julia Edward   | Nya Zeeland   | 7.10,61 |            |
| 5         | Kirsten McCann Ursula Grobler   | Sydafrika     | 7.11,26 |            |
| 6         | Claire Lambe Sinéad Lynch       | Irland        | 7.13,09 |            |